# Parepedanus bispinosus
Parepedanus bispinosus is een hooiwagen uit de familie Epedanidae.